# Daniel Ellsberg

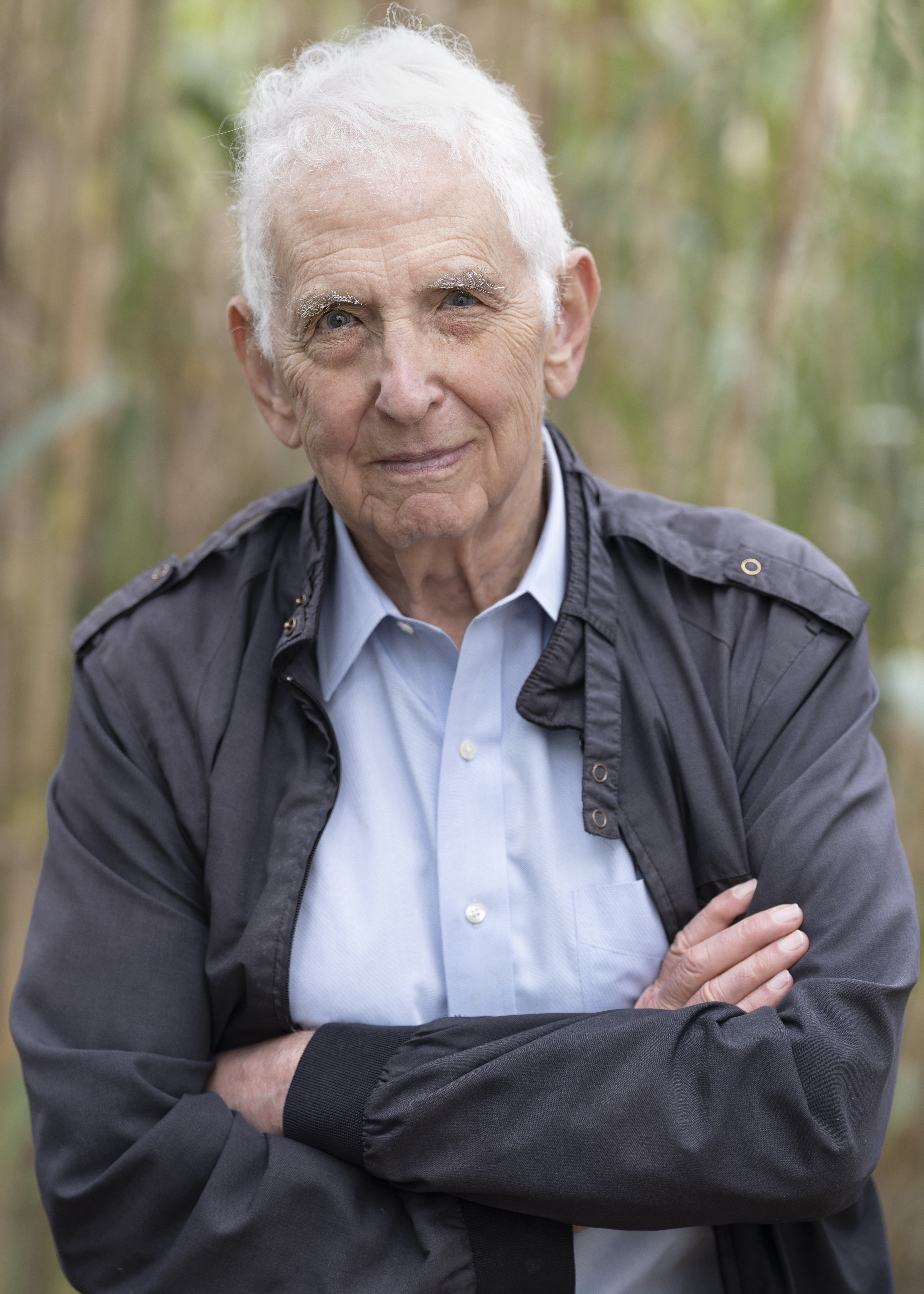
Daniel Ellsberg 2020.

Daniel Ellsberg (Chicago, 7 april 1931 – Kensington (Californië), 16 juni 2023) was een defensieanalist die werkte via de denktank RAND Corporation voor het Amerikaanse leger. In de jaren '60 van de 20e eeuw ontdekte hij dat de Amerikaanse bevolking was voorgelogen over de Vietnamoorlog en begin jaren '70 speelde hij geheime documenten door naar The New York Times, de zogenaamde Pentagon Papers.

## Biografie
Ellsberg werd geboren uit Joodse ouders, groeide op in Detroit, Michigan en bezocht de Harvard-universiteit in Cambridge in Massachusetts, waar hij in 1962 cum laude afstudeerde in de economie. Zijn moeder wilde eigenlijk dat hij concertpianist zou worden, maar Ellsberg stopte met spelen na de dood van zijn moeder, die samen met een zus omkwam bij een auto-ongeluk nadat zijn vader achter het stuur in slaap was gevallen.  
In 1964 vertrok Ellsberg als legerofficier naar Vietnam en diende twee jaar als officier in het Korps Mariniers. Na zijn terugkeer in de Verenigde Staten ging hij aan het werk als militair analist voor het Pentagon. Daar werkte hij nauw samen met Henry Kissinger en kreeg hij toegang tot circa 7000 topgeheime documenten, die aantoonden hoe verschillende Amerikaanse presidenten bewust hadden gelogen over de oorlog in Vietnam. Uit het dossier bleek dat de regering wist dat de oorlog in Vietnam niet kon worden gewonnen en dat er veel meer slachtoffers waren dan er openlijk werd toegegeven. 
Ellsberg kreeg gewetensproblemen en speelde kopieën van de later zo genoemde Pentagon Papers in 1971 door naar The New York Times en zeventien andere kranten. Henry Kissinger was destijds minister van Buitenlandse Zaken en noemde Ellsberg the most dangerous man of America, die met alle mogelijke middelen gestopt moest worden.
President Nixon en zijn staf lieten het niet bij woorden alleen en deden alles om Ellsberg in diskrediet te brengen, of hem eventueel tot zelfmoord te drijven. Aan de rechter die zich over de zaak-Ellsberg moest buigen, William Matthew Byrne Jr., werd zelfs de functie van directeur van de FBI aangeboden, hetgeen deze weigerde, maar wel openbaarde in het proces. Tegen Ellsberg werd op grond van anti-spionagewetten 115 jaar celstraf geëist, maar de rechter verklaarde de officier van justitie niet-ontvankelijk (Am: mistrial) omdat Justitie zich had bediend van onrechtmatig verkregen bewijs. Ellsberg bleek lange tijd onrechtmatig te zijn afgeluisterd en er was zelfs – met goedkeuring van Nixons adviseur John Ehrlichman – door de CIA ingebroken bij Ellsbergs psychiater, Lewis Fielding, om Ellsbergs medisch dossier te pakken te krijgen (wat niet gelukt was). Deze inbraakaffaire door de zogenaamde 'loodgieters' speelde mede een rol bij de vervolging van de deels zelfde betrokkenen in het latere soortgelijke Watergateschandaal dat tot het aftreden van Nixon leidde. Aan Nixon werd door zijn opvolger Gerald Ford een algemene gratie verleend, zodat hij ook om zijn acties tegen Ellsberg niet vervolgd kon worden.
Naast de Pentagon Papers kopieerde Ellsberg ook documenten aangaande de Amerikaanse nucleaire strategie, die zijn broer verborg in een heuvel naast een vuilnisbelt. Bij de tropische storm van 1971 stortte de heuvel echter in, en gingen de documenten verloren. Ellsberg publiceerde pas in 2017 zijn reconstructie van wat er in die documenten gestaan moet hebben.
Daniel Ellsberg was een van de 500.000 aanwezigen op de grote manifestatie tegen de neutronenbom in Amsterdam op 18 en 19 maart 1978.
De Olof Palme-prijs 2018 werd aan hem toegekend.
Ellsberg overleed op 92-jarige leeftijd aan alvleesklierkanker.